# Takalani Ndlovu
Takalani Ndlovu est un boxeur sud-africain né le 11 janvier 1978 à Soweto.

## Carrière
Champion d'Afrique du Sud des poids plumes entre 2002 et 2004, il devient champion du monde des super-coqs IBF le 26 mars 2011 à Johannesbourg en battant aux points le canadien Steve Molitor puis conserve sa ceinture le 29 octobre 2011 en disposant de Giovanni Caro. Le 24 mars 2012, Ndlovu s'incline aux points par décision partagée contre son compatriote Jeffrey Mathebula.